# Ahmad Ngouyamsa
Ahmad Ngouyamsa (Yaoundé, 21 dicembre 2000) è un calciatore camerunese naturalizzato ciadiano, difensore del Rodez e della nazionale ciadiana.

## Caratteristiche tecniche
Di ruolo terzino destro, può giocare anche come centrocampista.

## Carriera

### Club
Ngouyamsa è cresciuto nel settore giovanile del Digione, dove ha debuttato il 12 gennaio 2020 nell'incontro di Ligue 1 vinto 1-0 contro il Lilla. Il 5 maggio seguente ha firmato il suo primo contratto professionistico, valido per ulteriori due stagioni. Impiegato di rado la stagione successiva, con la retrocessione del club in Ligue 2 ha trovato maggior spazio giocando 30 incontri fra campionato e coppa. Il 22 giugno 2022 ha prolungato il contratto per un'ulteriore stagione.
Rimasto svincolato, il 30 giugno 2023 ha firmato un biennale con il Rodez.

### Nazionale
Nel 2017 ha partecipato con il Camerun Under-17 alla Coppa d'Africa Under-17. Il 29 settembre ha ricevuto la prima convocazione in nazionale maggiore ed il 9 ottobre ha debuttato sostituendo Ambroise Oyongo a dieci minuti dal termine dell'amichevole pareggiata 0-0 contro il Giappone.
Nel settembre 2024 sceglie di rappresentare la Nazionale maschile di calcio del Ciad.

## Statistiche

### Presenze e reti nei club
Statistiche aggiornate al 4 maggio 2024.
| Stagione        | Squadra         | Campionato      | Campionato | Campionato | Coppe nazionali | Coppe nazionali | Coppe nazionali | Coppe continentali | Coppe continentali | Coppe continentali | Altre coppe | Altre coppe | Altre coppe | Totale | Totale | Totale |
| Stagione        | Squadra         | Comp            | Pres       | Reti       | Comp            | Pres            | Reti            | Comp               | Pres               | Reti               | Comp        | Pres        | Reti        | Pres   | Reti   |        |
| --------------- | --------------- | --------------- | ---------- | ---------- | --------------- | --------------- | --------------- | ------------------ | ------------------ | ------------------ | ----------- | ----------- | ----------- | ------ | ------ | ------ |
| 2018-2019       | Digione 2       | N3              | 4          | 0          |                 | -               | -               |                    | -                  | -                  |             | -           | -           | 4      | 0      |        |
| 2019-2020       | Digione 2       | N3              | 11         | 0          |                 | -               | -               |                    | -                  | -                  |             | -           | -           | 11     | 0      |        |
| 2020-2021       | Digione 2       | N3              | 2          | 0          |                 | -               | -               |                    | -                  | -                  |             | -           | -           | 2      | 0      |        |
| 2021-2022       | Digione 2       | N3              | 2          | 0          |                 | -               | -               |                    | -                  | -                  |             | -           | -           | 2      | 0      |        |
| 2022-2023       | Digione 2       | N3              | 6          | 0          |                 | -               | -               |                    | -                  | -                  |             | -           | -           | 6      | 0      |        |
| 2019-2020       | Digione         | L1              | 1          | 0          | CF+CdL          | 1+0             | 0               |                    | -                  | -                  |             | -           | -           | 2      | 0      |        |
| 2020-2021       | Digione         | L1              | 3          | 0          | CF              | 0               | 0               |                    | -                  | -                  |             | -           | -           | 3      | 0      |        |
| 2021-2022       | Digione         | L2              | 27         | 0          | CF              | 3               | 0               |                    | -                  | -                  |             | -           | -           | 30     | 0      |        |
| 2022-2023       | Digione         | L2              | 11         | 0          | CF              | 1               | 0               |                    | -                  | -                  |             | -           | -           | 12     | 0      |        |
| 2023-2024       | Rodez           | L2              | 33         | 0          | CF              | 4               | 0               |                    | -                  | -                  |             | -           | -           | 37     | 0      |        |
| Totale carriera | Totale carriera | Totale carriera | 100        | 0          |                 | 9               | 0               |                    | -                  | -                  |             | -           | -           | 109    | 0      |        |

### Cronologia presenze e reti in nazionale
| Cronologia completa delle presenze e delle reti in nazionale ― Camerun | Cronologia completa delle presenze e delle reti in nazionale ― Camerun | Cronologia completa delle presenze e delle reti in nazionale ― Camerun | Cronologia completa delle presenze e delle reti in nazionale ― Camerun | Cronologia completa delle presenze e delle reti in nazionale ― Camerun | Cronologia completa delle presenze e delle reti in nazionale ― Camerun | Cronologia completa delle presenze e delle reti in nazionale ― Camerun | Cronologia completa delle presenze e delle reti in nazionale ― Camerun |
| Data                                                                   | Città                                                                  | In casa                                                                | Risultato                                                              | Ospiti                                                                 | Competizione                                                           | Reti                                                                   | Note                                                                   |
| ---------------------------------------------------------------------- | ---------------------------------------------------------------------- | ---------------------------------------------------------------------- | ---------------------------------------------------------------------- | ---------------------------------------------------------------------- | ---------------------------------------------------------------------- | ---------------------------------------------------------------------- | ---------------------------------------------------------------------- |
| 9-10-2020                                                              | Utrecht                                                                | Giappone                                                               | 0 – 0                                                                  | Camerun                                                                | Amichevole                                                             | -                                                                      | 83’                                                                    |
| Totale                                                                 |                                                                        | Presenze                                                               | 1                                                                      |                                                                        | Reti                                                                   | 0                                                                      |                                                                        |